# أسمهان الوافي
أسمهان الوافي هي المدير العام للمركز الدولي للزراعة الملحية (ICBA). تم تصنيفها بين 20 امرأة من بين أكثر النساء نفوذاً في العلوم في العالم الإسلامي، وهي معروفة عالميًا بعملها في الترويج للمحاصيل المهملة وغير المستغلة، واستخدام المياه غير العذبة في الزراعة، وتمكين المرأة في العلوم.
لديها ما يقرب من عقدين من الخبرة في مجال البحوث والتنمية الزراعية في آسيا وأفريقيا والشرق الأوسط.
لقد كانت رائدة في ICBA، ومقرها في دبي، الإمارات العربية المتحدة، منذ عام 2012، وفي سبتمبر 2020، عُيّنت في منصب كبير العلماء في منظمة الأغذية والزراعة التابعة للأمم المتحدة (الفاو).

## حياتها
في الفترة 2006-2007، عملت الدكتورة الوافي كمستشارة أول مساعدة لنائب الوزير المساعد لفرع البحوث الزراعية والغذائية الكندية (AAFC) في أوتاوا، كندا، حيث قادت عملية تطوير عملية داخلية جديدة تستند إلى مراجعة النظراء من أجل البحوث AAFC.
في مايو 2007، انضمت إلى الوكالة الكندية لفحص الأغذية كمديرة وطنية لقسم بحوث النبات. في عام 2010، تمت ترقيتها إلى مدير إدارة البحوث والشراكات في الوكالة الكندية لفحص الأغذية، وطورت نماذج شراكة جديدة مع الجينوم كندا، والإدارات العلمية في كندا والقطاع الخاص.
في عام 2012، تم تعيين الدكتورة الوافي مديرة عامة لـ ICBA، حيث أشرفت على تطوير استراتيجية المركز للفترة 2013-2023.في دورها الحالي، أطلقت برنامجًا رائدًا لتمكين النساء العربيات العاملات في مجال البحث والتطوير الزراعي يدعى أولا، بدعم من مؤسسة بيل وميليندا غيتس، والبنك الإسلامي للتنمية، وبرنامج أبحاث المجموعة الاستشارية حول القمح.  تشتغل الدكتورة الوافي منصب عضو في مجلس إدارة المعهد الدولي لبحوث السياسات الغذائية ومركز الزراعة والعلوم البيولوجية الدولي (CABI).  وهي أيضًا عضو في أفرقة خبراء الإستراتيجية بمنظمة الأغذية والزراعة للأمم المتحدة واللجنة العالمية للتكيف.
في السابق، عملت أيضًا كعالمة في العديد من المنظمات البحثية الدولية، بما في ذلك المركز الدولي للبحوث الزراعية في المناطق الجافة (ICARDA) ، والمركز الدولي الياباني لأبحاث العلوم الزراعية (JIRCAS) ، والمركز الدولي لتحسين الذرة والقمح ( CIMMYT). 

## التعليم
تدربت الدكتورة إلوافي في البداية كطيار مقاتل في المدرسة الثانوية للطيران في المغرب، لحضور معهد الحسن الثاني للزراعة والطب البيطري، المغرب، حيث حصلت على بكالوريوس. في العلوم الزراعية في عام 1993 وعلى درجة الماجستير في علم الوراثة وتربية النباتات 1995.
في عام 2001، حصلت على الدكتوراه في علم الوراثة من جامعة قرطبة، إسبانيا.

## الجوائز
حصل الدكتور الوافي على العديد من الجوائز والأوسمة المرموقة، بما في ذلك ميدالية المكافآت الوطنية لجلالة الملك محمد السادس، ملك المغرب (2014)،  وجائزة التميز في العلوم من منتدى المفكرين العالمي (2014). 
في عام 2014، صنفتها منظمة العلوم المسلمة في المرتبة 20 من بين أكثر النساء نفوذاً في العلوم في العالم الإسلامي تحت فئة صائغي. 
في 2014-2016 ، أدرجت مجلة الرئيس التنفيذي لمجلة الشرق الأوسط الدكتورة الوافي ضمن قائمة أقوى 100 امرأة عربية في مجال العلوم. 
في عام 2016 ، فازت بجائزة المرأة العربية المرموقة من منظمة لندن العربية للإنجازات في العلوم. 

## حياتها الشخصية
لديها ابنتان وهي مزدوجة الجنسية في كندا والمغرب. وهي تتحدث الإنجليزية والفرنسية والإسبانية والعربية بطلاقة.